# Xã Johnson, Quận Oregon, Missouri
Xã Johnson (tiếng Anh: Johnson Township) là một xã thuộc quận Oregon, tiểu bang Missouri, Hoa Kỳ. Năm 2010, dân số của xã này là 329 người.